# Paradaemonia pluto
Paradaemonia pluto is een vlinder uit de familie nachtpauwogen (Saturniidae), onderfamilie Arsenurinae.
De wetenschappelijke naam van de soort is voor het eerst geldig gepubliceerd door Westwood in 1854.